# Le Piège (film, 1973)
Pour les articles homonymes, voir Le Piège.
Pour plus de détails, voir Fiche technique et Distribution.
Le Piège (The Mackintosh Man) est un film d'espionnage américano-britannique réalisé par John Huston, sorti en 1973 et ayant pour cadre le contexte de la guerre froide.

## Synopsis
L'agent secret Joseph Rearden se voit confier par Mackintosh, son supérieur hiérarchique, une mission consistant à subtiliser un colis contenant un diamant acheminé par voie postale. Évidemment les enjeux sont ailleurs : cela fait des mois que Rearden peaufine sa couverture de malfrat australien. Il exécute sa mission en assommant le facteur, sème ses poursuivants éventuels et remet le colis à Mrs Smith, un autre agent, lors d'un croisement de tapis roulant dans le métro de Londres. Rentré à son hôtel, Rearden est arrêté par la police ; malgré ses dénégations, il est inculpé pour vol et coups et blessures, condamné à 20 ans de prison et se retrouve dans une prison de haute sécurité. Au bout de quelques semaines, il est contacté par une mystérieuse organisation qui lui propose de le faire évader contre une grosse somme d'argent. Rearden possédant un compte secret à numéro accepte et s'évade en compagnie de Slade, un agent du KGB. 
Les deux hommes sont récupérés par une mystérieuse organisation qui après les avoir endormis les séquestre dans un endroit inconnu. Entretemps Mackintosh s'entretient avec Wheeler, un député de l'opposition, hyper-conservateur (mais en réalité agent du KGB) et lui confie que l'évasion couvre une opération secrète ; en échange de cette confidence, il espère que le député ne fera pas monter l'affaire en scandale. Cette confidence est le piège tendu à Wheeler. Le jour même Mackintosh est renversé par une voiture et tombe dans le coma. Le problème est que seul Mackintosh peut dédouaner Rearden : s'il meurt une lettre parviendra au premier ministre avec les détails de la mission. Subitement les geôliers de Rearden surgissent dans sa chambre et le passent à tabac en lui demandant de révéler sa véritable identité, mais il tient bon et réussit à s'échapper. Il est en Irlande et a la surprise de voir le yacht de Wheeler dans la baie. Il comprend que Slade est à bord. Mrs Smith le rejoint, tous deux échappent à des poursuivants, ils se rendent à Malte où le yacht de Wheeler est à quai. Mrs Smith profite d'une réception pour monter à bord : Slade s'y trouve. Mais elle est droguée et enlevée. Après quelques péripéties le quatuor se retrouve dans une église : Wheeler propose de baisser les armes et que chacun parte de son côté, le jeu n'en vaut pas la chandelle. Alors que Wheeler et Slade s'éloignent ils sont abattus par Mrs Smith qui n'est autre que la fille de Mackintosh et vient d'apprendre que son père est décédé. 
Elle accuse Rearden de lâcheté et part seule dans la nuit.

## Fiche technique
- Titre Français : Le Piège
- Titre original : The Mackintosh Man
- Réalisation :John Huston
- Scénariste : Walter Hill d'après le roman The Freedom Trap de Desmond Bagley
- Musique : Maurice Jarre
- Photographie : Oswald Morris
- Montage : Russell Lloyd
- Durée : 98 minutes
- Genre : Thriller, espionnage
- Date de sortie
  - États-Unis : 25 juillet 1973

## Distribution
- Paul Newman (VF : Marcel Bozzuffi) : Joseph Rearden
- Dominique Sanda (VF : elle-même) : Mme Smith
- James Mason (VF : Roland Ménard) : Sir George Wheeler
- Harry Andrews (VF : Louis Arbessier) : Mackintosh
- Ian Bannen (VF : Jacques Thébault) : Slade
- Michael Hordern (VF : Georges Riquier) : Brown
- Nigel Patrick (VF : Jean-François Laley) : Soames-Trevelyan
- Jenny Runacre : Gerda
- Peter Vaughan (VF : Philippe Dumat) : Brunskill
- Noel Purcell : O'Donovan
- Donald Webster (VF : Georges Aubert) : Jervis
- Roland Culver (VF : André Valmy) : Le juge
- Niall MacGinnis : Warder
- Hugh Manning (VF : Michel Gatineau) : Le procureur
- Wolfe Morris (VF : Albert de Médina) : Le commissaire de police maltais

## Lieux de tournage
Ce film d'espionnage hitchcockien a été tourné à Londres, en Irlande et à Malte.